# Sacra Famiglia con sant'Anna e san Giovannino
La Sacra Famiglia con sant'Anna e san Giovannino è un dipinto tempera su tela (75,5x61,5 cm) di Andrea Mantegna, databile al 1495-1505 e conservato nella Gemäldegalerie di Dresda.

## Descrizione e stile
Si tratta di una piccola tela destinata alla devozione privata, in cui Mantegna riprese l'impostazione della Presentazione al Tempio, concentrando i personaggi nello spazio pittorico relativamente esiguo. La figure sono infatti accostate tutte sul primo piano ed occupano l'intera superficie del dipinto, con effetti di grande immediatezza. Al centro si trova la Vergine col Bambino in grembo, ritratti in un affettuoso abbraccio che rompe la simmetria generale. Ai lati si trovano san Giuseppe (sinistra), sant'Anna e san Giovannino (destra). Giuseppe e Giovannino guardano direttamente verso lo spettatore, coinvolgendolo direttamente nella scena sacra.
La serena staticità della scena incontrò molto successo, come testimoniano numerose repliche e varianti del tema: una al Museo di Castelvecchio di Verona, una al Museo Jacquemart-André di Parigi, una alla Galleria Sabauda di Torino, ecc.